# Muzeum Pojazdów Zabytkowych w Zabrzu
Muzeum Pojazdów Zabytkowych w Zabrzu – muzeum położone w Zabrzu, na terenie Skansenu Górniczego Królowa Luiza w budynku dawnej kompresorowni. Placówka jest prowadzona przez Automobilklub Śląski z siedzibą w Katowicach.
Placówka powstała z inicjatywy Stefana Arendarczyka, który to jest właścicielem większości zgromadzonych w muzeum samochodów. Powstanie muzeum jest efektem działań powstałego w 1971 roku Koła Pojazdów Zabytkowych w Zabrzu przy Automobilklubie Śląskim. Część z eksponatów stanowi depozyty, co powoduje rotację prezentowanych zbiorów.

Wśród prezentowanych eksponatów znajdują się m.in. następujące samochody i motocykle:
- Franklin (1919)
- Willys Knight (1929)
- Opel P4 (1931) (wykorzystany na planie filmu "Vabank")
- BMW 309 (1934)
- Daimler Majestic Major (1966), używany na dworze królowej Elżbiety II
- motocykl wojskowy Miele (1936)
- skuter Lambretta (1958)
- FSO Polonez
- Fiat 126 Bis
- Volkswagen Typ 1 (Garbus)

Ponadto na ekspozycję składają się części i akcesoria samochodowej, reklamy oraz dokumenty.
Zwiedzanie muzeum jest możliwe po telefonicznym uzgodnieniu z kustoszem.

## Eksponaty muzeum

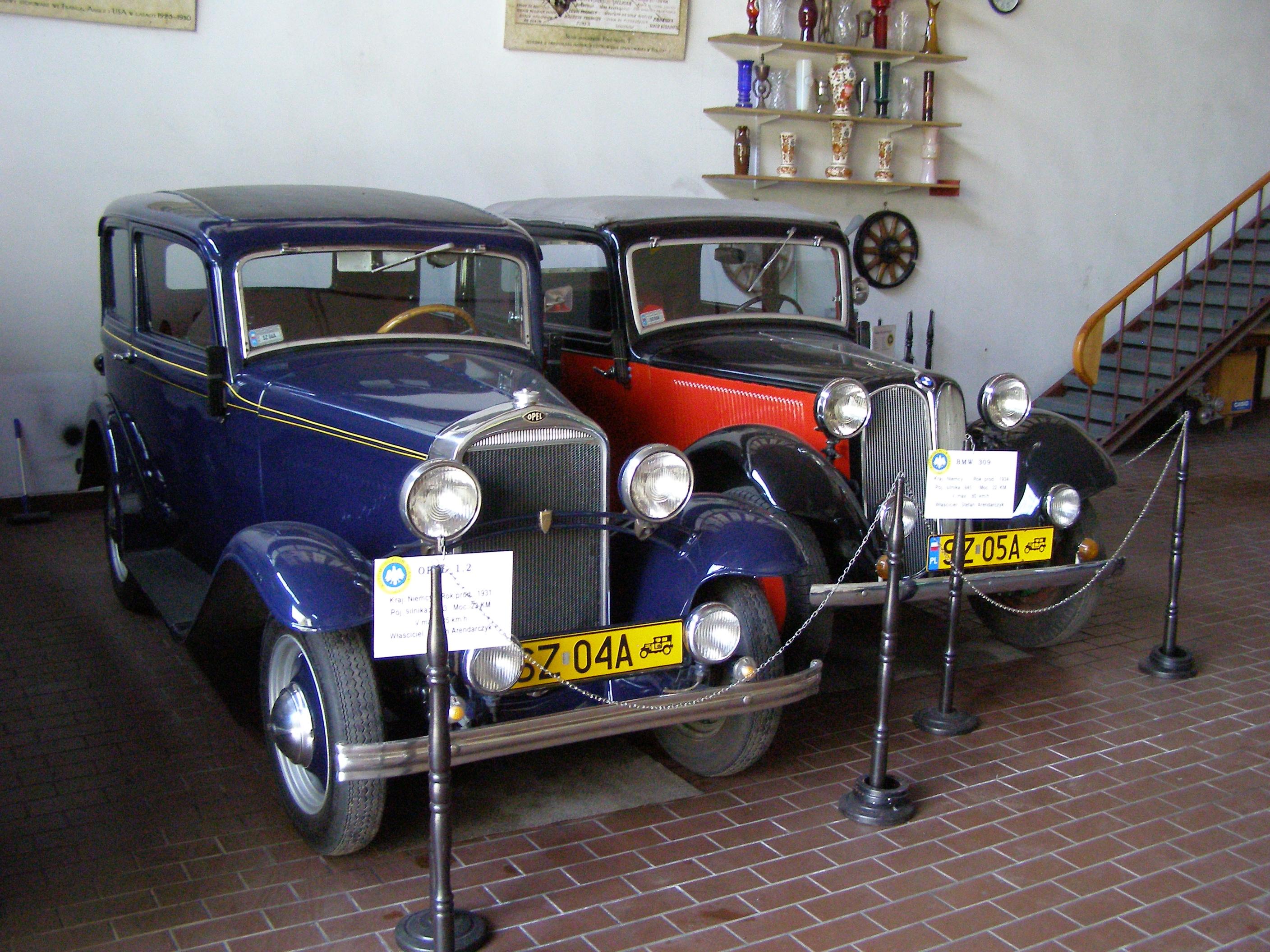
Opel P4 i BMW 309
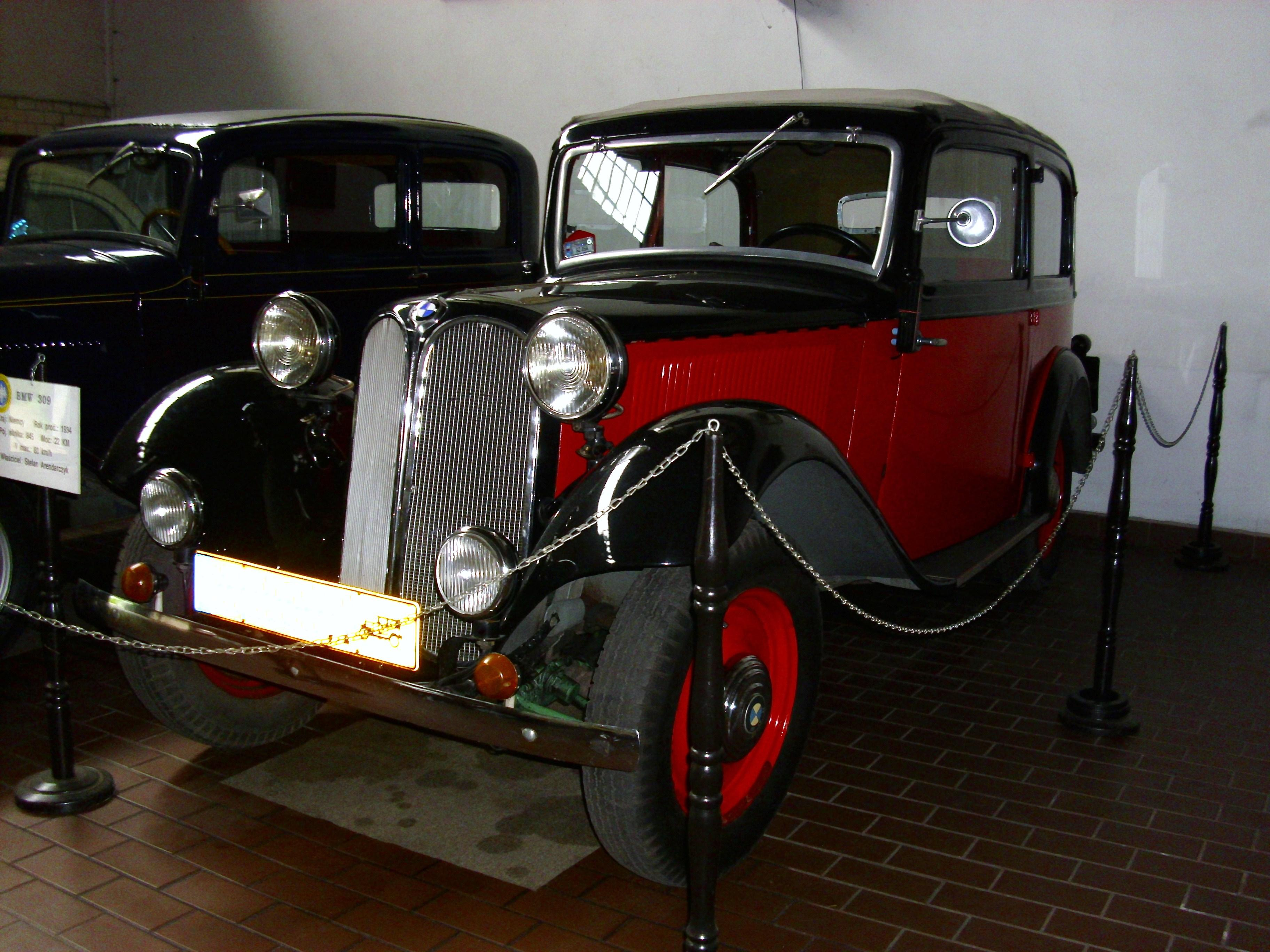
BMW 309
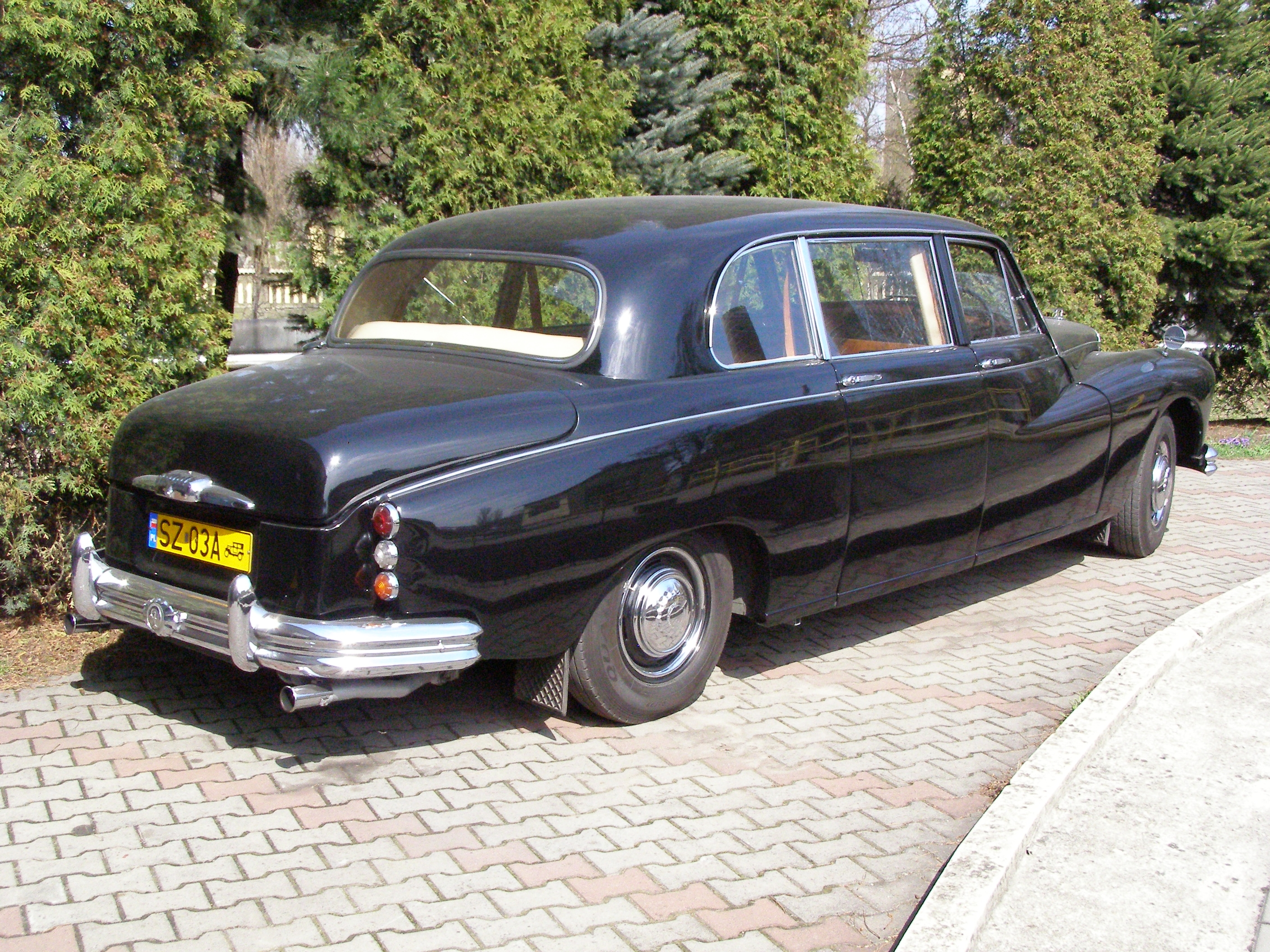
Daimler Majestic Major